# Ruri Dragon
Ruri Dragon (ルリドラゴン Ruri Doragon?) es una serie de manga escrita e ilustrada por Masaoki Shindō. Originalmente fue un one-shot publicado en la revista Shōnen Jump GIGA de Shūeisha el 28 de diciembre de 2020, antes de ser serializado en la revista Shūkan Shōnen Jump el 13 de junio de 2022. Sus capítulos se han recopilado en tres volúmenes tankōbon hasta el momento.

## Personajes
Ruri Aoki (青木ルリ Aoki Ruri?)

## Publicación
Ruri Dragon es escrito e ilustrado por Masaoki Shindō. Comenzó como un one-shot en la revista Shōnen Jump GIGA de Shūeisha el 28 de diciembre de 2020. Empezó a serializarse la revista Shūkan Shōnen Jump el 13 de junio de 2022. Inmediatamente, durante la publicación de su primer capítulo en la revista Shūkan Shōnen Jump, apareció en la portada de la edición 28 de esta. El 1 de agosto de 2022, Shūkan Shōnen Jump anunció que la serie tendría una pausa indefinida debido a la salud de Shindo. El 21 de febrero de 2024, se anunció que Ruri Dragon reanudaría su serialización, publicando cinco capítulos en Weekly Shōnen Jump del 4 de marzo al 1 de abril, antes de pasar a una programación quincenal en la versión digital de la revista y el servicio Shōnen Jump+ a partir del 22 de abril. Shūeisha recopila sus capítulos individuales en volúmenes tankōbon. El primer volumen fue publicado el 4 de octubre de 2022.
VIZ Media y el sitio web Manga Plus de Shūeisha están publicando la serie digitalmente en inglés. Norma Editorial obtuvo la licencia del manga en España.
| Volúmenes de manga publicados | Volúmenes de manga publicados | Volúmenes de manga publicados |
| Número                        | Fecha de publicación          | ISBN                          |
| ----------------------------- | ----------------------------- | ----------------------------- |
| 1                             | 4 de octubre de 2022          | ISBN 978-4-08-883285-2        |
| 2                             | 4 de septiembre de 2024       | ISBN 978-4-08-884164-9        |
| 3                             | 4 de marzo de 2025            | ISBN 978-4-08-884415-2        |

## Recepción
Al revisar el primer capítulo, Brian Salvatore de Multiversity Comics elogió el arte y el tono por abordar la yuxtaposición entre Ruri y su entorno de una manera que equilibra la comedia y lo absurdo, y agregó que la forma en que se desarrolla la historia «parece natural en la vida 'real'». Steven Blackburn de Screen Rant elogió la comedia, pero agregó que los capítulos se basan demasiado en ella, lo que provoca una falta de desarrollo entre las relaciones de los personajes.